# Manal Khaled
Manal Khaled es una cineasta egipcia. Ha tenido una larga trayectoria como ayudante de dirección hasta estrenar su primer largometraje, Hammam Sokhn/ Trapped (2021) sobre la historia de tres mujeres en el contexto de la revolución de 2011 en Egipto. 

## Trayectoria
Estudió filosofía en la Universidad de Alejandría y empezó a trabajar en la oficina de censura en Egipto encargándose de decidir cuales debían ser los clips a eliminar las películas. Fue posteriormente cuando estudió cómo se hacen las películas cuando tomó conciencia del esfuerzo realizado en cada toma. Realizó estudios de dirección, escritura de guiones y crítica cinematográfica. Durante más de 20 años trabajó como asistenta de dirección en cortometrajes, largometrajes y documentales. 
Desde 1993 trabajó en la Red de Televisión Egipcia y empezó en Misr International Films como ayudante de realización. Su primera experiencia en el cine, explica fue la directora libanesa Arab Totfy en la película A Dark Room, A Lit Life. "Absorbí habilidades al verla dirigir y producir. Su pasión por documentar historias y realidades me atrajo más, y estaba interesada su elección de temas. Totfy habló sobre diferentes temas y siempre tuvo su propia voz, la misma firma. En el Líbano, contó la historia de la tierra a través de las historias de la gente. En Palestina defendió la causa a través de la lucha de mujeres militantes. En Egipto, habló de la nación a través de la historia de la resistencia popular. La mujer y la problemática social ocuparon el mayor espacio de su obra documental.
Khaled desarrolló su carrera profesional en Misr International Films, como ayudante de realización de cineastas como Saad Hendawi, Kamla Abo Zekri, Hani Khalifa y Mohamed Ali.  Colaboró como ayudante de dirección de dos docenas de películas como Enta Omry, An El-Eshq w El-Hawa, Double Faces, Alwan El-Sama El-Sab'a y El-Awela f El-Gharam y series de televisión como Al-Jami ' ay Zay El-Ward.  En el campo del cine independiente, filmó y dirigió su primer documental en Gaza en 2008. 

### Hammam Sokhn/Trapped (2021)
En 2021 presentó Hammam Sokhn/ Trapped (Atrapadas) una película planteada en el contexto de la revolución de 2011 en Egipto que tardó varios años en rodarse a causa de las dificultades económicas y políticas. La película que empezó a rodarse a finales de 2011, se interrumpió el rodaje en 2014 y se retomó en 2017 con el apoyo de fondos a través de internet..
Con producción de Manal Khaled y guion coescrito con Rasha Azab- narra tres historias reales, la primera de ellas basada en su experiencia personal. La situación caótica obliga a tres mujeres de diferentes edades y de diversos ámbitos sociales a quedar atrapadas en entornos cerrados y sofocantes. Mientras esperan que la policía se marche, se absorben en sus propias batallas en el marco de un feroz conflicto político y violento. Tratamos de encontrar una respuesta haciendo esta película.Elegimos tres historias para representar la realidad de muchos egipcios atrapados en sus hogares, en calles estrechas y en lugares de trabajo. En ese momento, cientos de miles, tal vez millones, salieron a las calles enojados, queriendo enfrontar a las autoridades cara a cara. explica Manal Khaled. explica Khaled. Un tema tabú en la sociedad egipcia actual que dificultó encontrar productoras que respaldaran el proyecto por las posibles consecuencias. También resultó complicado encontrar a actrices famosas que quisieran participar en la película por lo que hubo que buscar protagonistas entre nuevas actrices. No fue fácil tampoco filmar en ubicaciones reales. 
La película fue seleccionada en South by Southest Festival, convirtiéndose en la primera película egipcia seleccionada en una década en este festival, Amman -Awal Film, El Gouna, Festival de Cine de Derechos Humanos Karama Beirut y forma parte del IV Festival de Cine por Mujeres 2021. También fue seleccionada en la Mostra de Valencia.

## Mujeres en el cine
Manal Khaled explica que ha trabajado durante 20 años como primera asistenta de dirección siempre rodeada de productores en su mayoría hombres. La experiencia le ha permitido comprender el funcionamiento de la industria. Las mujeres cineastas están aquí para liderar la lucha contra los intentos de silenciar nuestras voces debido al aspecto comercial de la industria. Tenemos el deber de derribar muros y romper tabúes, señala.
Las oportunidades de trabajo para las cineastas nunca se presentaron ni se presentarán en una bandeja de plata, ni se medirán en función del talento, como ocurre con los hombres. Tenemos que hacer nuestro propio camino, hacer cambios a través de películas, una película a la vez. Tenemos que ser pacientes, aprender y evolucionar constantemente y hacer más películas.

## Filmografía

### Directora
- Hammam Sokhn/Trapped (2021) - Directora. Largometraje. 77'
- Bab El-Genneyyah - (2008) directora, documental sobre Gaza

### Asistenta de dirección
- Day of Friday the Animal (first assistant director)

- 2015 Paparazzi (first assistant director)*
- 2015 Ramy Ayach: Alby Waga'ny (Video short) (first assistant director)
- 2012 Like Roses (TV Series) (assistant director - 2012)
- 2010 El Watar (assistant director)
- 2009 Helm Al Omr (assistant director)
- 2007 Alawela fel Gharam (assistant director)
- 2007 The Seventh Heaven (script director)
- 2007 Agamista (assistant director)
- 2006 An el-Ishq wa el-Hawa (assistant director)
- 2005 Malek wa ketaba (assistant director)

## Premios y reconocimientos
- SXSW Film Festival 2021[8]